# Marieholms Yllefabriks AB
Marieholms Yllefabriks AB, Marifa, var ett textilföretag i Marieholm i Eslövs kommun. Det grundades 1898 av beredningsmästaren Jöns Hansson (1855-1938) och färgmästaren Carl Hermann som Marieholms Ångfärgeri & Yllefabrik. 
De båda företagsgrundarna hade arbetat på Malmö Yllefabriks AB:s filial i Furulund och köpte 1898 ett mindre färgeri vid Saxån.
De började vävtillverkningen där med begagnade spinn- och vävstolar, 1899 med 15 anställda. Carl Herrmann grundade 1904 en egen yllefabrik i Eslöv, varefter yllefabriken i Marieholm ägdes och drevs av Jöns Hansson ensam. Åren 1916-1918 byggdes fabriken ut. År 1919 ombildades företaget till ett familjeägt aktiebolag.  
Fabriken hade karderi, spinneri, färgeri, väveri samt berednings- och avsyningsavdelningar. Den utvidgades med en ny fabriksbyggnad i tre våningar 1933. Åren 1940-43 uppfördes en kontorsbyggnad och andra tillbyggnader och en utökning gjordes också 1950 med ett nytt väveri. Alla byggnader är uppförda i rött tegel från Marieholms tegelbruk. 
Marieholms Yllefabriks AB förvärvade 1943 Stockamöllans AB:s nedlagda snickerifabrik "Rönneådalens Snickerifabrik" i Billinge, i vilken ett filialväveri etablerades med 18 mekaniska vävstolar och 35 anställda. 
Företaget var som störst under 1940-talet, med bland annat stora beställningar av Krigsmakten. Marieholms Yllefabrik hade då omkring 400 anställda.
Svensk textilindustri hamnade under 1960- och 1970-talen i en kostnadskris. Marieholms Yllefabrik klarade sig länge ganska bra, men såldes 1968 av ägarfamiljen Hallmark (ättlingar till Jöns Hansson) till Almedahl-Dalsjöfors AB som en del av en konsolidering av de svenska textilföretagen. Under 1990-talet producerades ylleväv på 58 vävmaskiner, som mest två miljoner löpmeter tyg per år. Fabriken i Marieholm lades ned 2002, då Almedahlskoncernen koncentrerade sin tillverkning till Göteborg och Kinna. Fabriken hade då 46 anställda.
De 17.000 kvadratmeter stora fabrikslokalerna övertogs av Röstånga Mölla i februari 2017.